# Skadegamutc
Skadegamutc (Skudakumooch', Skite'kmuj; Ghost-witch), Skadegamutc, ili duh-vještica, nemrtvo je čudovište iz plemena Abenaki, Micmac, Maliseet, Passamaquoddy. Obično se kaže da je skadegamutc stvoren nakon smrti zlog čarobnjaka koji odbija ostati mrtav, ali oživljava noću kako bi ubio, pojeo i bacio kletve na sve nesretne ljude koji naiđu na njih. Jedini način da se trajno ubije duh-vještica je vatrom.